# We Are the Apocalypse
We Are the Apocalypse è il settimo album della band black metal svedese Dark Funeral pubblicato il 18 marzo 2022 dalla Century Media Records.

## Tracce
1. Nightfall – 5:13
2. Let the Devil In – 4:40
3. When Our Vengeance Is Done – 4:20
4. Nosferatu – 4:41
5. When I'm Gone – 5:46
6. Beyond the Grave – 5:08
7. A Beast to Praise – 4:49
8. Leviathan – 4:34
9. We Are the Apocalypse – 4:33

## Formazione
- Heljarmadr - voce
- Chaq Mol - chitarra
- Lord Ahriman - chitarra
- Adra-Melek - basso
- Jalomaah - batteria